# Ty Herndon

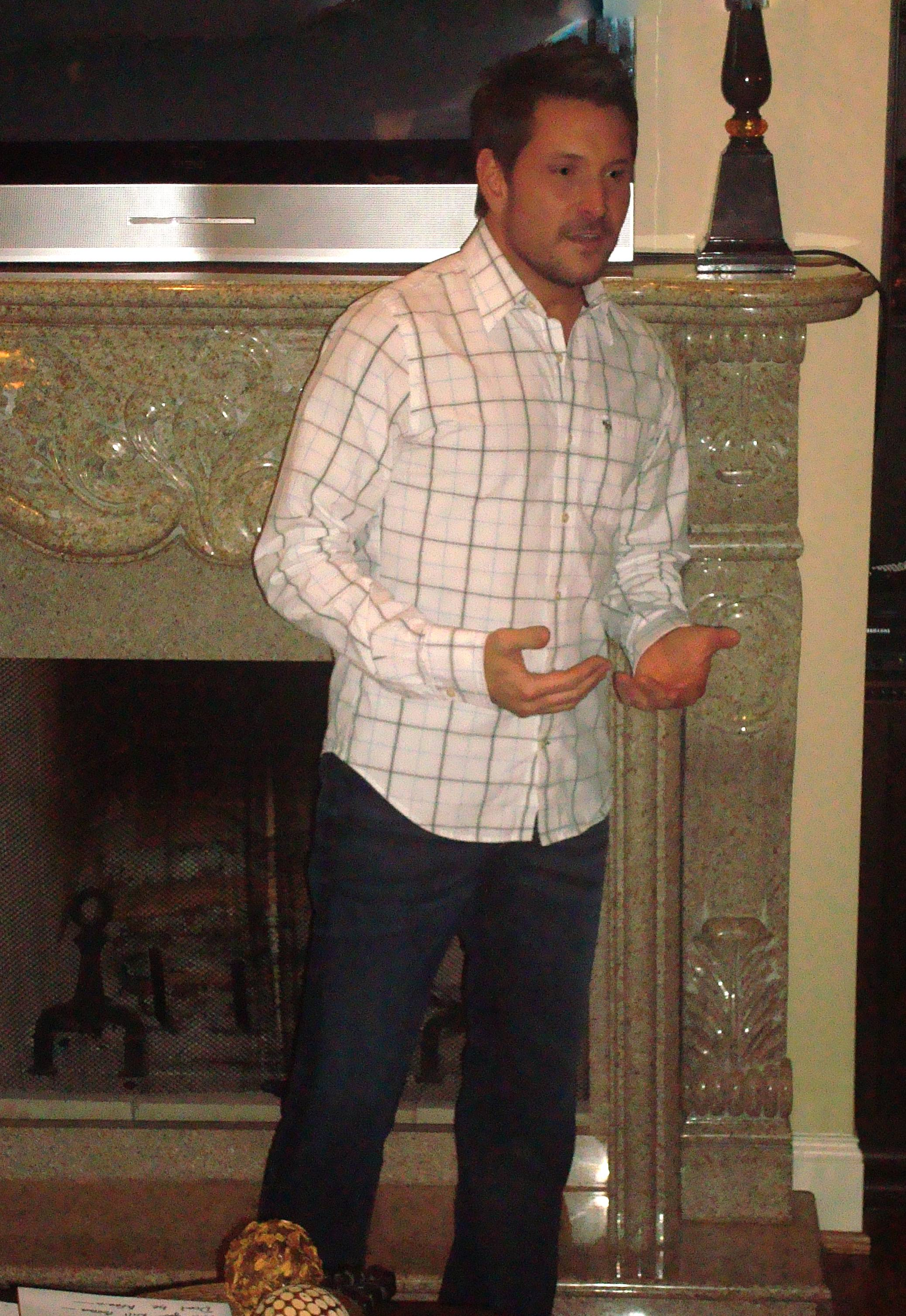
Ty Herndon (2009)

Ty Herndon (* 2. Mai 1962 in Butler, Alabama als Boyd Tyrone Herndon) ist ein US-amerikanischer Country-Sänger. Mit den Songs What Mattered Most (1995), Living in a Moment (1996) und It Must Be Love (1998) gelangen ihm drei Nummer-eins-Hits in den amerikanischen Country-Charts.

## Biografie

### Anfänge
Nach Schulabschluss zog der aus einer armen, kinderreichen Familie stammende Ty Herndon nach Nashville, um dort eine Karriere als Country-Sänger zu starten. Er schlug sich zunächst mit Gelegenheitsjobs durch, hatte unter anderem im Opryland-Vergnügungspark Auftritte und gewann einen Talentwettbewerb. Ein Vertrag mit einer Schallplattenfirma kam dennoch nicht zustande. Nach zehn langen Jahren gab er auf und verließ die Music City.

### Karriere
Seine nächste Station war Dallas, und hier hatte er mehr Glück. Er machte sich schnell einen Namen in der regionalen Club-Szene und wurde 1993 "Texas Entertainer of the Year". Er kehrte nach Nashville zurück, wo er bald darauf einen Vertrag mit dem Epic-Label abschließen konnte. Bereits seine erste Single What Mattered Most erreichte 1995 auf Anhieb Platz 1 der Country-Charts. Das kurz darauf produzierte Album gleichen Namens war ebenfalls erfolgreich. Der Durchbruch war damit geschafft, aber es gab private Probleme: Er wurde wegen Drogenbesitz verhaftet und fiel als Exhibitionist auf. Eine fünfjährige Bewährungsstrafe war die Folge. Die Skandale taten seiner Karriere aber keinen Abbruch. Eine weitere Single, Living in a Moment, gelangte an die Spitze der Country-Charts. Das Gleiche gelang zwei Jahre später mit It Must Be Love. 
Seine Erfolgssträhne hielt bis zum 1999 veröffentlichten Album Steam an. Die Verkaufszahlen waren schlecht und der Vertrag mit Epic wurde nicht verlängert. Ty Herndon wechselte zu einem kleineren Label, wo 2003 das Weihnachtsalbum Not So Silent Night herausgebracht wurde. 2006 erhielt er erneut einen Plattenvertrag, diesmal bei Universal. Im Januar 2007 erschien sein Album "Right About Now".
2014 outete sich Herndon – am gleichen Tag wie sein Kollege Billy Gilman – als homosexuell.

## Diskografie

### Alben
| Jahr | Titel              | Höchstplatzierung, Gesamtwochen, AuszeichnungChartplatzierungen (Jahr, Titel, Platzierungen, Wochen, Auszeichnungen, Anmerkungen) | Höchstplatzierung, Gesamtwochen, AuszeichnungChartplatzierungen (Jahr, Titel, Platzierungen, Wochen, Auszeichnungen, Anmerkungen) | Anmerkungen |
| Jahr | Titel              | US | Country | Anmerkungen |
| ---- | ------------------ | --- | --- | ----------- |
| 1995 | What Mattered Most | US68 Gold · (13 Wo.)US | Country9 (42 Wo.)Country |             |
| 1996 | Living in a Moment | US65 Gold · (10 Wo.)US | Country6 (78 Wo.)Country |             |
| 1998 | Big Hopes          | US140 (3 Wo.)US | Country22 (46 Wo.)Country |             |
| 1999 | Steam              | US124 (2 Wo.)US | Country14 (40 Wo.)Country |             |
| 2007 | Right About Now    | — | Country41 (3 Wo.)Country |             |
| 2013 | Lies I Told Myself | — | Country75 (1 Wo.)Country |             |
| 2016 | House on Fire      | — | Country42 (1 Wo.)Country |             |

Weitere Alben
- 2003: A Not So Silent Night
- 2007: A Ty Herndon Christmas
- 2010: Journey On

### Kompilationen
| Jahr | Titel                             | Höchstplatzierung, Gesamtwochen, AuszeichnungChartplatzierungen (Jahr, Titel, Platzierungen, Wochen, Auszeichnungen, Anmerkungen) | Höchstplatzierung, Gesamtwochen, AuszeichnungChartplatzierungen (Jahr, Titel, Platzierungen, Wochen, Auszeichnungen, Anmerkungen) | Anmerkungen |
| Jahr | Titel                             | US | Country | Anmerkungen |
| ---- | --------------------------------- | --- | --- | ----------- |
| 2002 | This Is Ty Herndon: Greatest Hits | — | Country32 (7 Wo.)Country |             |

### Singles
| Jahr | Titel Album                                         | Höchstplatzierung, Gesamtwochen, AuszeichnungChartplatzierungen (Jahr, Titel, Album, Platzierungen, Wochen, Auszeichnungen, Anmerkungen) | Höchstplatzierung, Gesamtwochen, AuszeichnungChartplatzierungen (Jahr, Titel, Album, Platzierungen, Wochen, Auszeichnungen, Anmerkungen) | Anmerkungen           |
| Jahr | Titel Album                                         | US | Country | Anmerkungen           |
| --- | --------------------------------------------------- | --- | --- | --------------------- |
| 1995 | What Mattered Most                                  | US90 (3 Wo.)US | Country1 (20 Wo.)Country |                       |
| 1995 | I Want My Goodbye Back What Mattered Most           | — | Country7 (20 Wo.)Country |                       |
| 1995 | Heart Half Empty What Mattered Most                 | — | Country21 (20 Wo.)Country | mit Stephanie Bentley |
| 1996 | In Your Face What Mattered Most                     | — | Country63 (2 Wo.)Country |                       |
| 1996 | Living in a Moment                                  | — | Country1 (20 Wo.)Country |                       |
| 1996 | She Wants to Be Wanted Again Living in a Moment     | — | Country21 (20 Wo.)Country |                       |
| 1997 | Loved Too Much Living in a Moment                   | — | Country2 (20 Wo.)Country |                       |
| 1997 | I Have to Surrender Living in a Moment              | — | Country17 (20 Wo.)Country |                       |
| 1998 | A Man Holdin’ On (To a Woman Lettin’ Go) Big Hopes  | US81 (10 Wo.)US | Country5 (23 Wo.)Country |                       |
| 1998 | It Must Be Love Big Hopes                           | US38 (10 Wo.)US | Country1 (26 Wo.)Country |                       |
| 1999 | Hands of a Working Man Big Hopes                    | US47 (14 Wo.)US | Country5 (26 Wo.)Country |                       |
| 1999 | Steam                                               | US83 (12 Wo.)US | Country18 (20 Wo.)Country |                       |
| 2000 | No Mercy Steam                                      | US92 (8 Wo.)US | Country26 (20 Wo.)Country |                       |
| 2000 | A Love Like That Steam                              | — | Country58 (9 Wo.)Country |                       |
| 2001 | Heather’s Wall                                      | — | Country37 (19 Wo.)Country |                       |
| 2002 | A Few Short Years This Is Ty Herndon: Greatest Hits | — | Country55 (3 Wo.)Country |                       |
| Folgende Lieder erschienen nicht als Single, wurden aber durch das Album zum Download und Streaming bereitgestellt und konnten somit eine Platzierung erlangen: |                                                     | | |                       |
| |                                                     | | |                       |
| 2000 | You Can Leave Your Hat On Steam                     | — | Country72 (2 Wo.)Country |                       |

Weitere Singles
- 2006: Right About Now
- 2007: Mighty Mighty Love
- 2010: Journey On
- 2011: Stones
- 2013: Lies I Told Myself
- 2016: That Kind of Night
- 2016: Looking Back to See (mit Kim McAbee)